# Shimano Deore

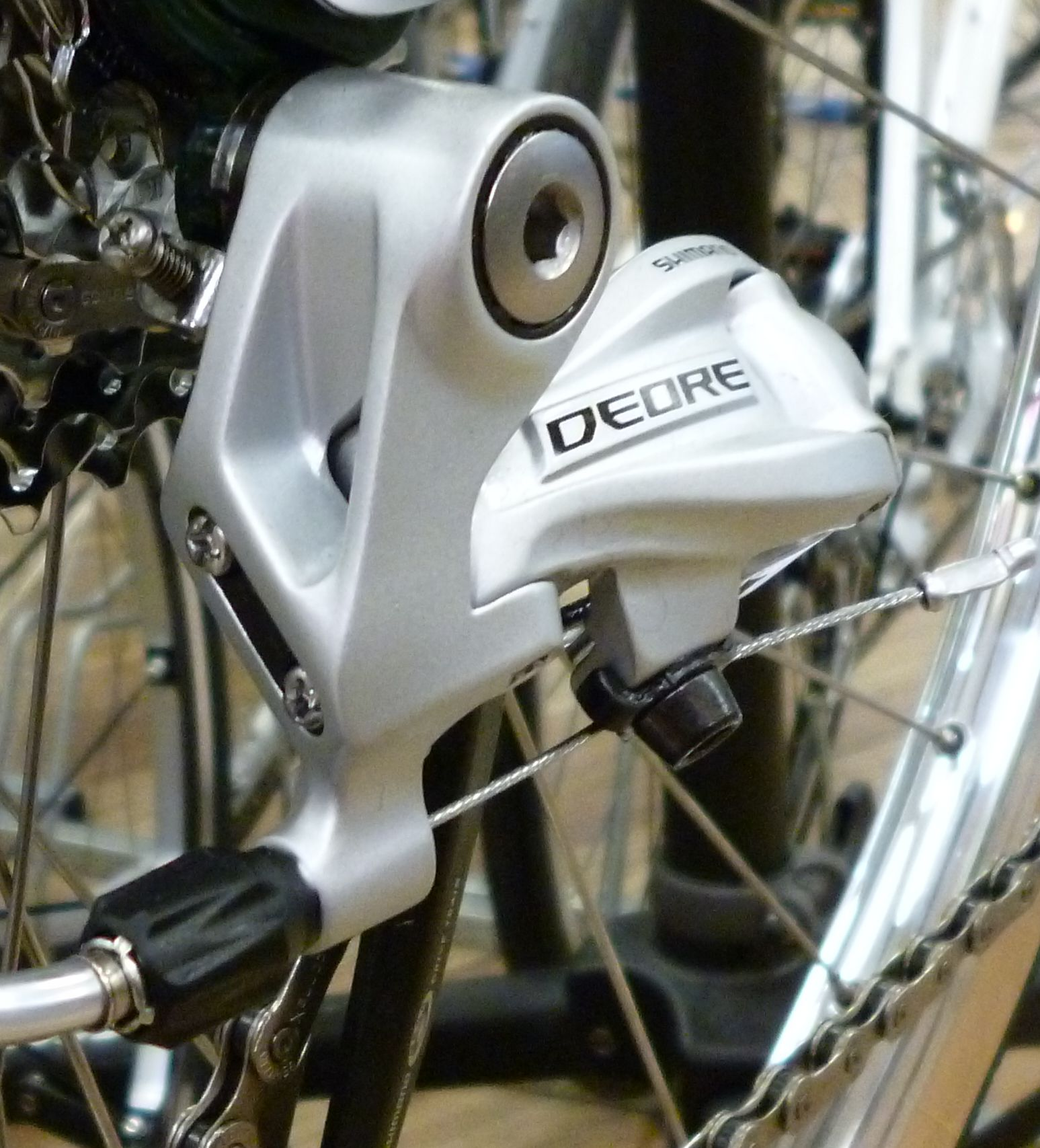
Deore Schaltwerk, 9fach

Deore ist eine Komponentengruppe für Mountainbike-, Trekking- und Touringräder des japanischen Herstellers Shimano.

## Geschichte
Die Deoregruppe wurde in den 1980er Jahren von Shimano als Mountainbike- und Touringrad-Gruppe eingeführt. Sie bildete die Grundlage für die daraus abgeleiteten Deore-II-, Deore-DX-, Deore-LX- und Deore-XT-Gruppen.
Unter dem Oberbegriff Deore wurden mehrere Modellreihen für Mountainbikes eingeführt: Deore-II-, Deore-DX-, (Deore-)LX/SLX- und Deore-XT-Gruppen. Heute (2014) existiert die Gruppe Deore als Einsteigergruppe, die SLX als gehobene Version (entspricht Shimano 105 bei den Rennrädern), XT als Oberklassereihe (wie Ultegra) und Shimano XTR als High-End-Reihe (analog Dura-Ace). Dabei tragen SLX und XTR den Namen Deore aktuell (2022) nicht im Namen, wohl aber die dazwischen liegende XT.
Im Trekkingbereich gab es bis zur 2017 abgelösten 670er Reihe parallel zur SLX des MTB-Bereichs eine LX, inzwischen werden oberhalb der Einsteigerreihen Alivio und Acera nur noch Deore und (Deore) XT angeboten.
Seit 2017 vertreibt Shimano die Deore-M6000-Serie. Sie ist wahlweise mit Zweifach- oder Dreifach-Kettenblättern erhältlich. Die Vierarm-Kurbeln haben weiterhin ein Hollowtech-II-Innenlager. Die Dyna-Sys-Technik ermöglicht Kassetten mit einer Abstufung von 11 bis 42 Zähnen, also eine relativ große Spreizung.
Im Jahr 2020 wurde die Deore-M6100-Serie mit 1x12-Antrieb vorgestellt. 11-fach und 10-fach-Antriebe mit 2-fach Umwerfer sind als Deore M5100 bzw. Deore M4100 nach wie vor erhältlich.

## Komponenten
Die Gruppe beinhaltet folgende Komponenten:
- Schaltwerk
- Umwerfer
- Tretkurbeln
- Innenlager
- Kette
- Kettenblätter
- Zahnkranzpaket
- Bremsen (Cantilever, später V-Brakes, heute Scheibenbremsen)
- Schalt- und Bremsgriffe für gerade Lenker (STI)
- Naben